# Audrey Cordon
Audrey Cordon, coneguda també com a Audrey Cordon-Ragot, (Pontivy, 22 de setembre de 1989) és una ciclista francesa. Va debutar com a professional el 2008 amb l'equip Vienne Futuroscope, i es va retirar militant al Human Powered Health el 2024.
Després d'entrar en el podi del Campionat de França en contrarellotge el 2011 i 2012 i guanyar el Gran Premi Cholet-Pays de Loire de 2012 va poder participar en els Jocs Olímpics de Londres 2012 als quals va participar en la prova en contrarellotge on va acabar 15a com en la prova en ruta on va ser desqualificada per fora de control.

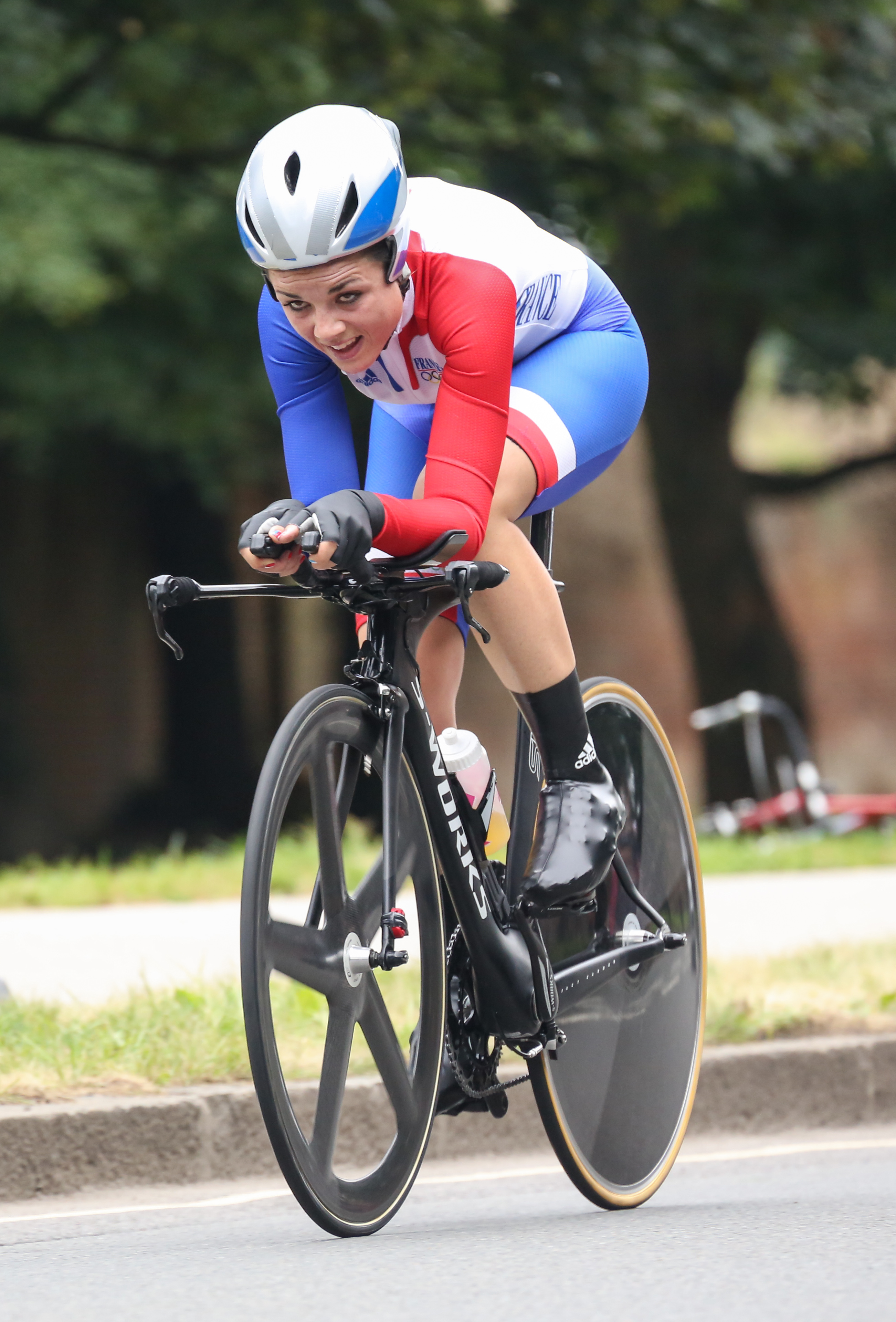
Cordon, a la Contrarellotge dels Jocs Olímpics de Londres 2012 on va ser 15a.

## Palmarès en ruta
- 2007
  - 1a a la Chrono de les Nacions júnior
- 2010
  - 1a a la Copa de França sub-23
- 2011
  -  Campiona de França sub-23 en ruta
  -  Campiona de França sub-23 en contrarellotge
  - Vencedora d'una etapa al Tour del Charente Marítim
- 2012
  - 1a a la Copa de França
  - 1a al Cholet-Pays de Loire Dames
  - 1a al Clàssic femení de Vienne Poitou-Charentes
  - 1a al Gran Premi de Plumelec-Morbihan
- 2013
  - 1a al Tour de Bretanya
  - 1a al Clàssic femení de Vienne Poitou-Charentes
- 2014
  - 1a al Gran Premi de Plumelec-Morbihan
  - 1a al Clàssic femení de Vienne Poitou-Charentes
  - Vencedora d'una etapa al Tour de Bretanya
  - Vencedora d'una etapa a la Ruta de França
- 2015
  -  Campiona de França en contrarellotge
  - 1a al Cholet-Pays de Loire Dames
- 2016
  -  Campiona de França en contrarellotge
- 2017
  -  Campiona de França en contrarellotge
  - 1a al Gran Premi de les Nacions
  - 1a al Gran Premi de Trévé Le Menec
- 2018
  -  Campiona de França en contrarellotge
  - 1a al Gran Premi de Trévé Le Menec
- 2019
  - 1a al Tour de Bretanya
  - 1a a la Drentse Acht van Westerveld
  - 1a al Gran Premi de Trévé Le Menec
- 2020
  -  Campiona de França en ruta
  - Vencedor d'una etapa al Tour de l'Ardecha
- 2021
  -  Campiona de França en contrarellotge
- 2022
  -  Campiona de França en ruta
  -  Campiona de França en contrarellotge
  - 1a a l'Open de Suède Vårgårda
  - Vencedora d'una etapa a la Simac Ladies Tour
- 2024
  -  Campiona de França en contrarellotge

### Resultats a les Grans Voltes

#### Giro d'Itàlia
- 2014: 33a posició
- 2015: abandonament (2a etapa)
- 2016: 44a posició
- 2017: 50a posició
- 2018: 53a posició
- 2019: 99a posició
- 2020: fora de temps (6a etapa)
- 2023: 52a posició

#### Tour de França
- 2022: 78a posició
- 2023: 33a posició
- 2024: 93a posició

## Palmarès en pista
- 2013
  -  Campiona de França en persecució per equips